# Die Grabgewölbe von Yoh-Vombis

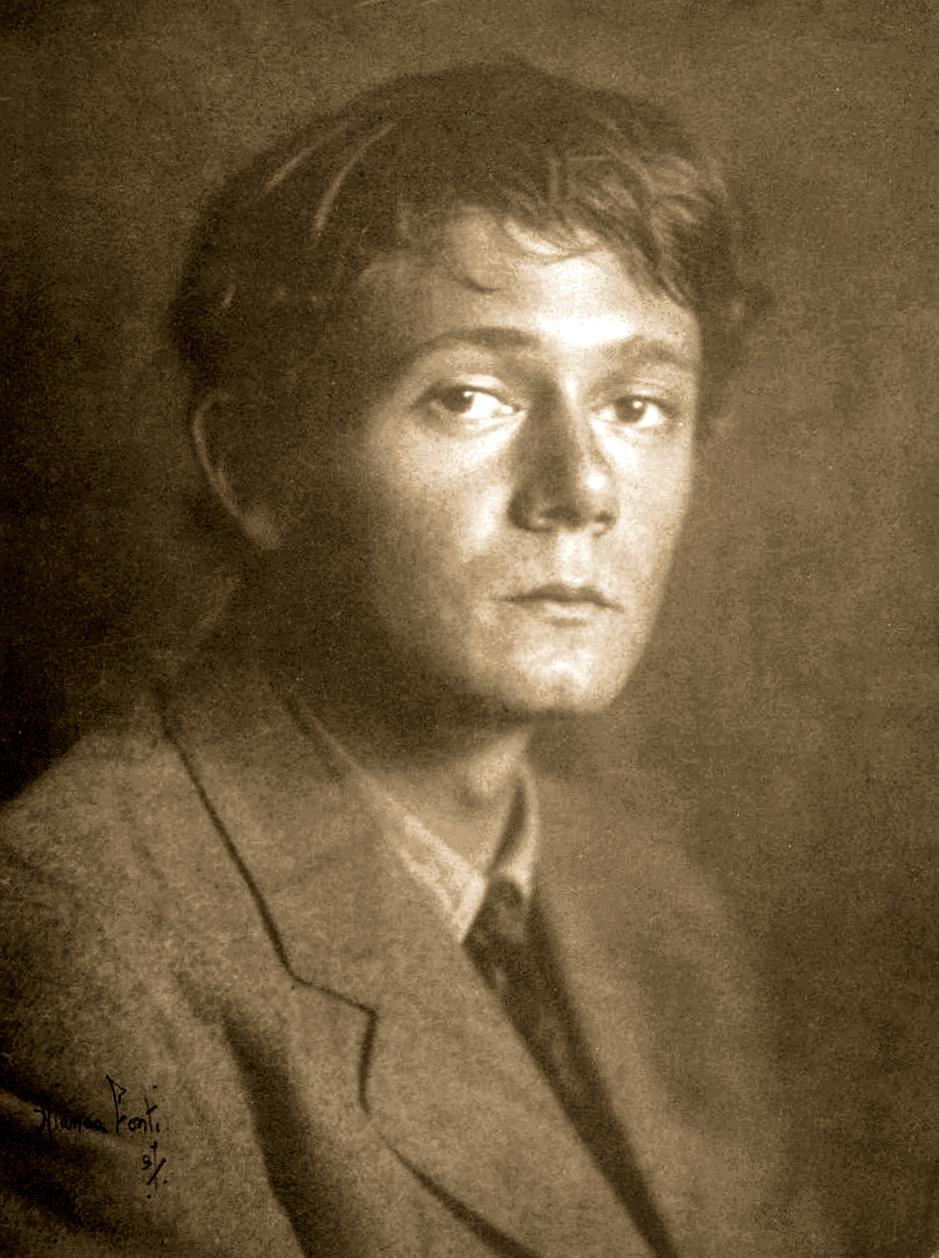
Clark Ashton Smith (1912)

Die Grabgewölbe von Yoh-Vombis (englischer Originaltitel: The Vaults of Yoh-Vombis) ist der Titel einer Kurzgeschichte des amerikanischen Schriftstellers Clark Ashton Smith. Sie wurde am 12. September 1931 vollendet und 1932 im Pulp-Magazin Weird Tales erstmals veröffentlicht. 1942 nahm Smith sie in den Sammelband Out of Space and Time des Verlages Arkham House auf. Eine deutsche Übersetzung von Friedrich Polakovics erschien 1970 in der Erzählungssammlung Saat aus dem Grabe, die 1982 in der Phantastischen Bibliothek des Suhrkamp Verlages nachgedruckt wurde.
In der zu seinem Mars-Zyklus gehörenden Geschichte verknüpfte Smith Science-Fiction- mit Horrorelementen. Eine Gruppe irdischer Archäologen erkundet ein Grabgewölbe einer Ruinenstadt und wird von vampirischen Ungeheuern angegriffen. Die Erzählung wurde von H. P. Lovecrafts Kurzroman Berge des Wahnsinns beeinflusst und zählt mit ihren blutrünstigen Grausamkeiten zu Smiths bekanntesten Werken.

## Form und Inhalt
Die Erzählung spielt auf dem Mars und besteht aus dem Erlebnisbericht des schwer verletzten Archäologen Rodney Severn und der Vorbemerkung seines Arztes, der ihn in einem terrestrischen Krankenhaus im Handelszentrum Ignarh behandelt. Einleitend beschreibt der Arzt die seltsamen Kopfverletzungen seines Patienten als kreisförmige Wundmale, durch die ein Gift in die Kopfhaut injiziert worden sei. Trotz einiger Zweifel ist er geneigt, die ihm diktierte Geschichte für wahr zu halten. Während eines Anfalls sei es dem todgeweihten Patienten gelungen, das Krankenhaus zu verlassen und sich auf den Weg in Richtung Yoh-Vombis zu machen.
Der Ich-Erzähler Severn ist der einzige Überlebende einer Expedition in die Grabgewölbe der Ruinenstadt Yoh-Vombis. Er gehörte zu einer Gruppe von acht erfahrenen Archäologen, die in Begleitung zweier einheimischer Führer von Ignarh aus aufgebrochen waren, um die vorzeitliche Stadt zu erkunden. Um andere Forscher von weiteren Missionen abzuhalten, berichtet er vom katastrophalen Ende der Expedition. Nach Abschluss seines Berichts müsse er gewaltsam daran gehindert werden, das Krankenhaus zu verlassen und die Gewölbe erneut aufzusuchen, getrieben von einem bösartigen Virus.
Die Wissenschaftler durchqueren eine Wüstenlandschaft und erreichen die von den Einheimischen gemiedene archäologische Stätte bereits nach wenigen Stunden. Mit ihren eingefallenen Kuppeln und Monolithen wirkt sie beeindruckend und unterscheidet sich architektonisch von den anderen Städten des Mars. An ihrem Alter gemessen, scheinen die Pyramiden im mexikanischen Urwald, Machu Picchu oder die von Riesen geschaffenen Bauwerke auf der Venus erst vor kurzem errichtet worden zu sein.
Als Erbauer gelten die Yorhi, die nach einer Legende vor mehr als 40.000 Jahren von den jetzigen Marsbewohnern, den geheimnisvollen und schweigsamen Aihais, ausgerottet worden sein sollen; daneben hält sich das Gerücht, eine unbekannte und grauenvolle Macht sei dafür verantwortlich gewesen. Der Expeditionsleiter Octave erwähnt zudem eine verheerende Seuche und erhofft sich klärende Hinweise in den Ruinen.
Die schneidende Kälte in dem provisorischen Nachtlager lässt den Erzähler erst spät in einen unruhigen Halbschlaf fallen. Im Schein der winzigen Monde Phobos und Deimos glaubt er, ein kriechendes, ledriges Etwas zu erblicken, das sich aus den Schatten löst. Wie eine Spannerraupe nähert es sich dem schlafenden Expeditionsleiter, der näher an den Ruinen liegt, zieht sich dann aber zurück und verschmilzt mit den Schatten.
Die einheimischen Führer weigern sich, die Ruinenstadt zu betreten, so dass die Wissenschaftler auf sich allein gestellt sind. Weil sie nicht glauben, irgendwo auf Leben zu stoßen, lassen sie Waffen und Sprengstoffe im Lager zurück. An den stark verwitterten Mauern unterschiedlicher Bauwerke untersuchen sie einige fragmentarische Reliefs und Inschriften. Am Rande einer Felswand, die zu einer gewaltigen Terrasse gehört, ist eine Öffnung zu erkennen, hinter der eine Treppe in die Tiefe führt. Anstatt die weit oben liegende, nur unter Anstrengungen erreichbare Plattform zu erkunden, auf der die zentralen Gebäude in der Art einer Akropolis emporragen, beschließt Octave, mit seiner Gruppe in die Dunkelheit vorzustoßen. Dort vermutet er Katakomben oder Grüfte mit Artefakten aus der Yorhi-Zivilisation. Mit Taschenlampen bewaffnet steigen sie hinab und gelangen in ein geräumiges Gewölbe, dessen Boden von einem Pulver bedeckt ist, das an zerfallene Pilze erinnert.
In weiteren Kammern und Gängen stehen große Urnen, in denen die Ur-Marsianer vermutlich die eingeäscherten Reste ihre Familien bestattet haben. Während die auf dem Boden befindlichen Schriftzeichen an ägyptische Hieroglyphen erinnern, die unverständlich bleiben, sind in den Zeichnungen Selbstdarstellungen der Yorhis zu erkennen, die ähnlich wie die Aihais aussehen, allerdings seltsam verkrümmt dargestellt sind. Es scheint, als wollten sie sich eine Art Turban von ihren konischen Schädeln reißen.
Die Männer dringen weiter in die Katakomben vor, bis eine Mauer am Ende eines urnengesäumten Ganges ihnen den Weg versperrt. Dort lehnt eine ausgedörrte Gestalt, die physiognomisch an die Yorhis erinnert und bis auf eine kapuzenähnliche Kopfbedeckung nackt ist. Als Octave das mumifizierte Relikt untersucht, löst sich der untere Teil des Rumpfes in einer Staubwolke auf, während der spinnenwebartige Turban sich windet und auf seinen Kopf herabsenkt. Schreiend versucht er, die Haube zu entfernen, rennt umher und entkommt dabei auch seinen Gefährten, die das Wesen nicht herunterreißen können. Nach langer, ergebnisloser Suche erreichen sie das Gewölbe, in dem sich die Mumie befand, und sehen, wie Octave, dessen Kopf von dem nun aufgedunsenen Gebilde bedeckt ist, die Wand wie besessen mit einer Eisenstange bearbeitet und schließlich eine Pforte öffnet, aus der etwas Dunkles hervorquillt. Bei dem Versuch, das quallenartige Wesen mit einem Klappmesser zu entfernen, fällt es in sich zusammen, wobei sich ein Schwall von Blut, Haaren und zersetzten Knochenresten auf den Boden ergießt. Der Kopf des Leichnams ist bis zu den Augenbrauen weggefressen, das Gehirn halb verzehrt. An der Unterseite des lappigen Gebildes sind Saugnäpfe und eine Art Nervengeflecht zu erkennen.
Als sich eine Legion der Kreaturen aus der Öffnung ergießt, ergreifen die Männer die Flucht, straucheln aber und werden angegriffen. Der Erzähler irrt durch die Gänge, wobei ihm einige seiner befallenen Kameraden entgegentaumeln. Kurz bevor er einen Ausgang erreicht, wird er selbst attackiert, zückt instinktiv das Messer und sticht auf das Monstrum ein, wodurch er sein eigenes Fleisch aufschlitzt. Er gelangt ins Freie und erkennt, dass die vampirischen Wesen das Tageslicht meiden. Die einheimischen Führer hindern ihn gewaltsam daran, einem Drang zu folgen und in die Gewölbe zurückzukehren, und transportieren ihn nach Ignarh.
Am Ende seines Berichts gesteht der Erzähler, dass er nicht widerstehen kann und nach Yoh-Vombis zurückkehren muss.

## Entstehung und Veröffentlichung

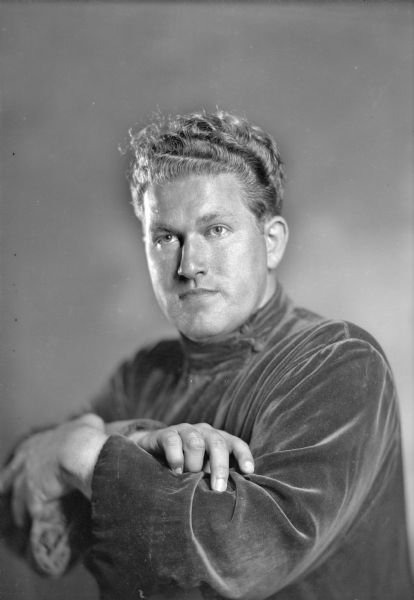
August Derleth

Möglicherweise begann Smith sich während seiner Arbeit an der Kurzgeschichte Seedling of Mars für diesen Planeten zu interessieren. Sie ging auf den Entwurf The Martian von E. M. Johnstons zurück, aus dem Smith in weniger als einer Woche eine Erzählung konstruierte, die 1931 in Hugo Gernsbacks Science-Fiction-Magazin Wonder Stories unter dem Titel The Planet Entity erschien, im posthum veröffentlichten Sammelband Tales of Science and Sorcery hingegen den späteren Titel erhielt.
Wie Steve Behrends beschreibt, könnte Smith von mehreren Steppenbränden im Sommer 1931 zu dem Schauplatz angeregt worden sein, die er zu löschen half. In einem Brief an August Derleth beschrieb er den Himmel nach einer derartigen Brandkatastrophe als „so dunkel und düster wie der ausgebrannte Himmel über dem Planten Mars.“
In seinen Unterlagen wurde eine Kurzfassung der Horrorgeschichte gefunden, die den zunächst geplanten Titel The Vaults of Abomi trug. In ihr wird eine irdische Forschergruppe „auf einem sterbenden Planten“ von einem kriechenden Monstrum verfolgt und zieht sich deswegen in die Gewölbe zurück. Dort befinden sich Mumien eines unbekannten Volks, von denen einige deformierte Köpfe haben.
Später änderte Smith den Titel und machte aus dem „unbekannten Volk“ die Ur-Marsianer, aus dem sterbenden Planten wiederum „eine verlassene, vorzeitliche Stadt auf dem Mars.“

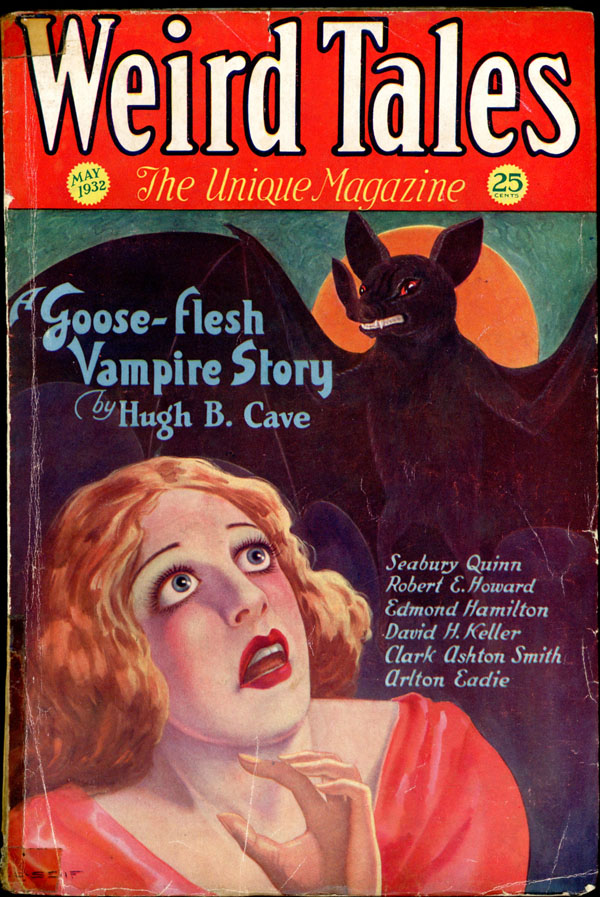
Weird-Tales-Ausgabe vom Mai 1932

Als Smith die Geschichte erstmals bei Farnsworth Wright einreichte, lehnte dieser sie ab und bat den Verfasser, der ersten Hälfte „mehr Tempo“ zu verleihen, weil die Leser ansonsten nicht bis zu den spannenden Stellen durchhalten würden. Smith reagierte reserviert und schrieb Lovecraft, er könnte die beschreibenden Passagen zwar streichen, hielte dies aber für „ein Verbrechen“. Lovecraft antwortete mit einem aufmunternden Brief, empfahl ihm, nichts zu verändern und selbst dann durchzuhalten, wenn das Werk abgelehnt würde, was ohnehin unwahrscheinlich sei. „Jede Änderung an einer derartig stimmigen Erzählung wäre die reinste Barbarei.“
Wie Smiths erklärte, unterschied sich seine finanzielle Situation von der Lovecrafts, da er sich um seine Eltern kümmern und Schulden begleichen müsse und daher so viele Geschichten wie möglich veröffentlichen wolle. So könne er Wright nicht gebührend antworten, habe die Mars-Erzählung aber nicht so stark gekürzt wie gewünscht. Sollte sie jemals in Buchform erscheinen, würde er sie in die Ursprungsversion zurückversetzen.
Nachdem Smith den Text überarbeitet und am 24. Oktober 1931 erneut bei Weird Tales eingereicht hatte, reagiert Wright euphorisch. Es handele sich um eine „sagenhafte Erzählung, eine starke Story.“ Smith erhielt 63 Dollar und sprach gegenüber Derleth trocken von einer „Geldstrafe für die chirurgischen Amputationen“, so dass sich sein Honorar um 17 Dollar verringert habe.
The Vaults of Yoh-Vombis erschien im Mai 1932 und gehörte mit David H. Kellers The Last Magician zu den beliebtesten Kurzgeschichten des Heftes.
Der von Smith beeinflusste Schriftsteller Ray Bradbury schrieb ein Vorwort für die geplante Kollektion Far from Time, das 1963 in Jack L. Chalkers Gedenkband In Memoriam: Clark Ashton Smith veröffentlicht und 1988 bei Arkham House in die Sammlung Rendezvous in Averoigne aufgenommen wurde.

## Hintergrund und Rezeption

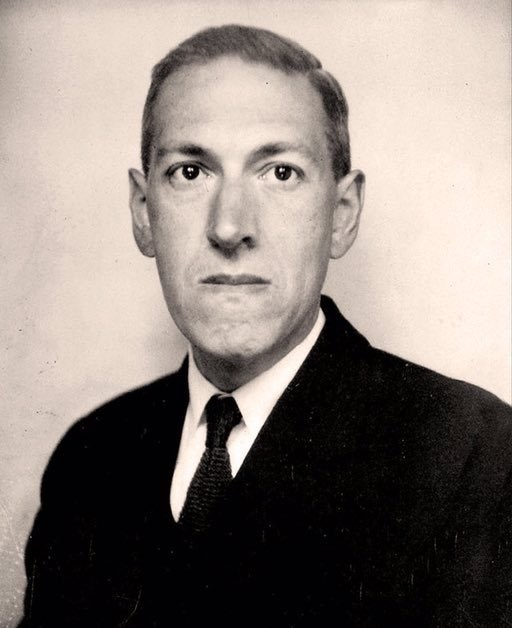
H. P. Lovecraft, Fotografie aus dem Jahr 1934

Neben The Dweller in the Gulf, Vulthoom und dem Fragment Mnemoka gehört The Vaults of Yoh-Vombis zu den auf dem Mars spielenden Erzählungen Smiths. Sie sind in einer Zeit angesiedelt, als die Erforschung des Planeten eben erst begonnen hat. Mit seinem Zothique-Zyklus vergleichbar, stellt Smith den Mars als eine alternde, langsam sterbende Welt dar. Die halb-humanoiden, einheimischen Bewohner des Planeten sind große, schlanke und geheimnisvolle Wesen. In ihrer wortkargen Art sind sie doch „freundlich genug“, das Eindringen der Menschen zu tolerieren und „den Handel zwischen den Welten“ zuzulassen, wie es in Vulthoom beschrieben wird.
Das Werk wurde vermutlich von Lovecrafts umfangreicher Erzählung Berge des Wahnsinns beeinflusst, die Smith im Juli 1931 gelesen hatte. Wie dort berichtet der Teilnehmer einer Forschungsexpedition von schrecklichen Erlebnissen, um andere zu warnen. Erneut versuchen Wissenschaftler, über Artefakte und Reliefs eine vergangene Kultur zu enträtseln. Smith beschreibt die Ungeheuer, die der besessene Octave befreit hat, im Stil seines Brieffreundes: „What they had found to feed on in the sealed eternal midnight I do not know; and I pray that I shall never know.“
Smith und Lovecraft beeinflussten einander. So kreierte Smith das Book of Eibon in Anlehnung an das Necronomicon Lovecrafts, der Smiths Pendant für seine Geschichten The Shadow Out of Time (Der Schatten aus der Zeit), Träume im Hexenhaus und Der leuchtende Trapezoeder übernahm. In seine letzte große Erzählung baute Lovecraft wiederum das Wesen Tsathoggua ein, das Smith in der den Hyperborea-Zyklus eröffnenden, 1929 geschriebenen Geschichte The Tale of Satampra Zeiros eingeführt hatte.
Mit The Dweller in the Gulf schrieb Smith eine weitere Mars-Geschichte und charakterisierte sie als eine Art „kleinen Bruder“ des Vorgängers, der „ebenso entsetzlich und grausam“ sei. Farnsworth Wright lehnte die Erzählung ab, da sie „für seinen erlesenen Kreis von Biedermännern und Milchbubis“ zu „grässlich“ sei, wie Smith es in einem Brief an Donald Wandrei formulierte. Erst nach redaktionellen Eingriffen konnte sie in den Pulp-Magazinen Astounding und Wonder Stories veröffentlicht werden.
Wie Lovecraft Die Grabgewölbe von Yoh-Vombis gegenüber Smith einschätzte, ist unbekannt. Allerdings schrieb er Donald Wandrei, sie sei „großartig“ und geprägt von der „finsteren und verderblichen Atmosphäre fremdartiger und unheiliger Geheimnisse“. Derleth, dem Smith seine erste Marsgeschichte als recht „ambitioniertes Prachtstück interplanetarischen Grauens“ vorgestellt hatte, äußerte sich differenzierter, indem er nicht nur die Wortwahl einiger Passagen kritisierte, sondern auch den Schauplatz selbst. Smith hätte die Erzählung auf der Erde spielen lassen und auf eine marsianische Perspektive verzichten sollen.
Smith hingegen rechtfertige den extraterrestrischen Ansatz gegen Einwände, man hätte die Handlung auch innerhalb „irdischer antiker Ruinen“ ansiedeln können. Man könne über den Schauplatz zwar streiten; die interplanetarische Perspektive sei aber interessanter, zumal sein Werk mit dem „üblichen Science-Fiction-Zeugs“ nichts gemein habe.
Donald Sidney-Fryer und Lin Carter priesen The Vaults of Yoh-Vombis als außergewöhnliche Horrorerzählung. Carter lobte die üppige Prosa und wies auf Ähnlichkeiten des Mars-Zyklus mit den frühen Erzählungen Catherine L. Moores hin, die vor allem in ihren Northwest-Smith-Geschichten erkennbar seien.
Der amerikanische Comiczeichner Richard Corben verarbeitete drei Werke Smiths. Neben den phantastischen Erzählungen Des Magiers Wiederkehr und Saat aus dem Grabe ließ er sich auch von Smiths Science-Fiction-Horrorgeschichte zu einem Comic anregen.

## Textausgaben (Auswahl)
- Weird Tales. Mai 1932
- Out of Space and Time. Arkham House, 1942
- Rendezvous in Averoigne. Arkham House, 1988

- Saat aus dem Grabe. Deutsch von Friedrich Polakovics, Bibliothek des Hauses Usher, 1970
- Saat aus dem Grabe. Phantastische Bibliothek, Suhrkamp Verlag, 1982
- Die Grabgewölbe von Yoh-Vombis. Gesammelte Erzählungen, Band 2. Deutsch von Malte S. Sembten, Festa Verlag, 2011